# Joséphine Dupuis
Pour les articles homonymes, voir Dupuis.
Ne doit pas être confondu avec José Dupuis.
Joséphine, dite José Dupuis, née le 6 décembre 1908 à Paris et décédée le 9 juin 1965 à Vals-les-Bains, est une résistante et femme politique française.

## Biographie
Joséphine, dite « José », Dupuis, est d'abord institutrice à Paris avant de suivre des études supérieures jusqu'à la licence de lettres, obtenue à Paris. Elle poursuit alors sa carrière comme professeur de cours complémentaire.
Brièvement syndiquée au SNI, elle le quitte lors de l'appel à la grève du 12 février 1934, estimant inacceptable de ne pas accueillir les enfants à l'école.
Résistante, elle est décorée à la libération de la médaille de la résistance, de la croix de guerre, de la médaille de la France libre, et de la légion d'honneur. Le Royaume-Uni lui décerne aussi l'Ordre de l'empire britannique.
Elle poursuit alors son engagement en adhérant au Mouvement républicain populaire. Candidate sur la liste présentée dans le deuxième secteur de la Seine pour l'élection de la deuxième assemblée constituante, en juin 1946, elle n'est pas élue.
Remontée en troisième position sur la liste pour les législatives de novembre 1946, derrière Robert Lecourt et Jean-Jacques Juglas, elle bénéficie de la poussée du MRP et est élue députée.
A l'assemblée, elle s'intéresse aux questions concernant l'éducation nationale, ainsi qu'aux questions sociales, notamment la situation des personnes âgées, des précaires et des veuves.
Elle condamne aussi l'extrémisme des instituteurs de la Seine lors de leur grande grève de 1947, estimant qu'ils mettent en péril l'intérêt des enfants.
En 1951, bien qu'elle soit placée en deuxième position, l'effondrement de la liste MRP, qui passe de 24 % à 6 % des voix du fait de la percée du RPF, ne lui permet pas d'être réélue : seul Robert Lecourt sauve son siège. Il en est de même en 1956.

## Distinctions
- Médaille de la Résistance.
- Croix de guerre 1914-1918 avec palme.
- Médaille de la France libre.
- Chevalier de la Légion d'honneur.
- Dame de l'ordre de l'Empire britannique.